# أكيهيرو مينامي
أكيهيرو مينامي (باليابانية: 南 明宏) (10 ديسمبر 1979 في كيوتو في اليابان – )؛ هو لاعب كرة قدم سابق كان يلعب كمدافع.